# تشارلي فين
تشارلي فين (بالإنجليزية: Charlie Finn)‏ هو ممثل أمريكي، ولد في 18 سبتمبر 1975 في الولايات المتحدة.

## وصلات خارجية
- تشارلي فين على موقع IMDb (الإنجليزية)
- تشارلي فين على موقع قاعدة بيانات الفيلم (الإنجليزية)